# هوولانت
شهر اولان (به فرانسوی: Heuvelland) در شهرستان ایپر  در استان فلاندری غربی  در منطقه فلاندری در کشور بلژیک واقع شده‌است.

## نگارخانه

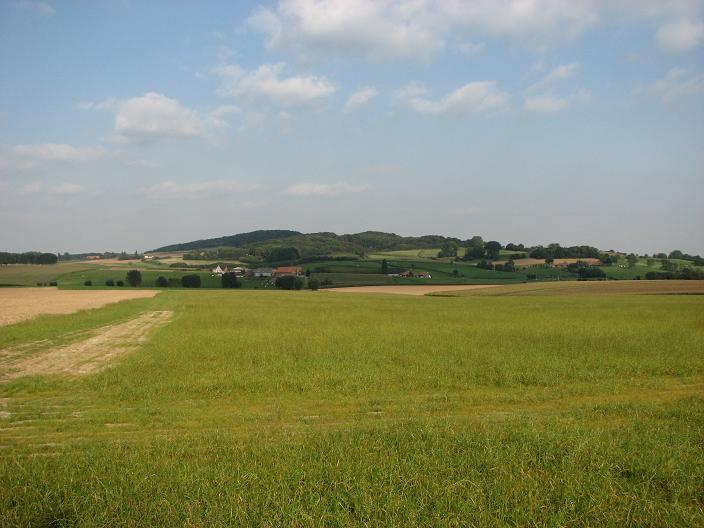
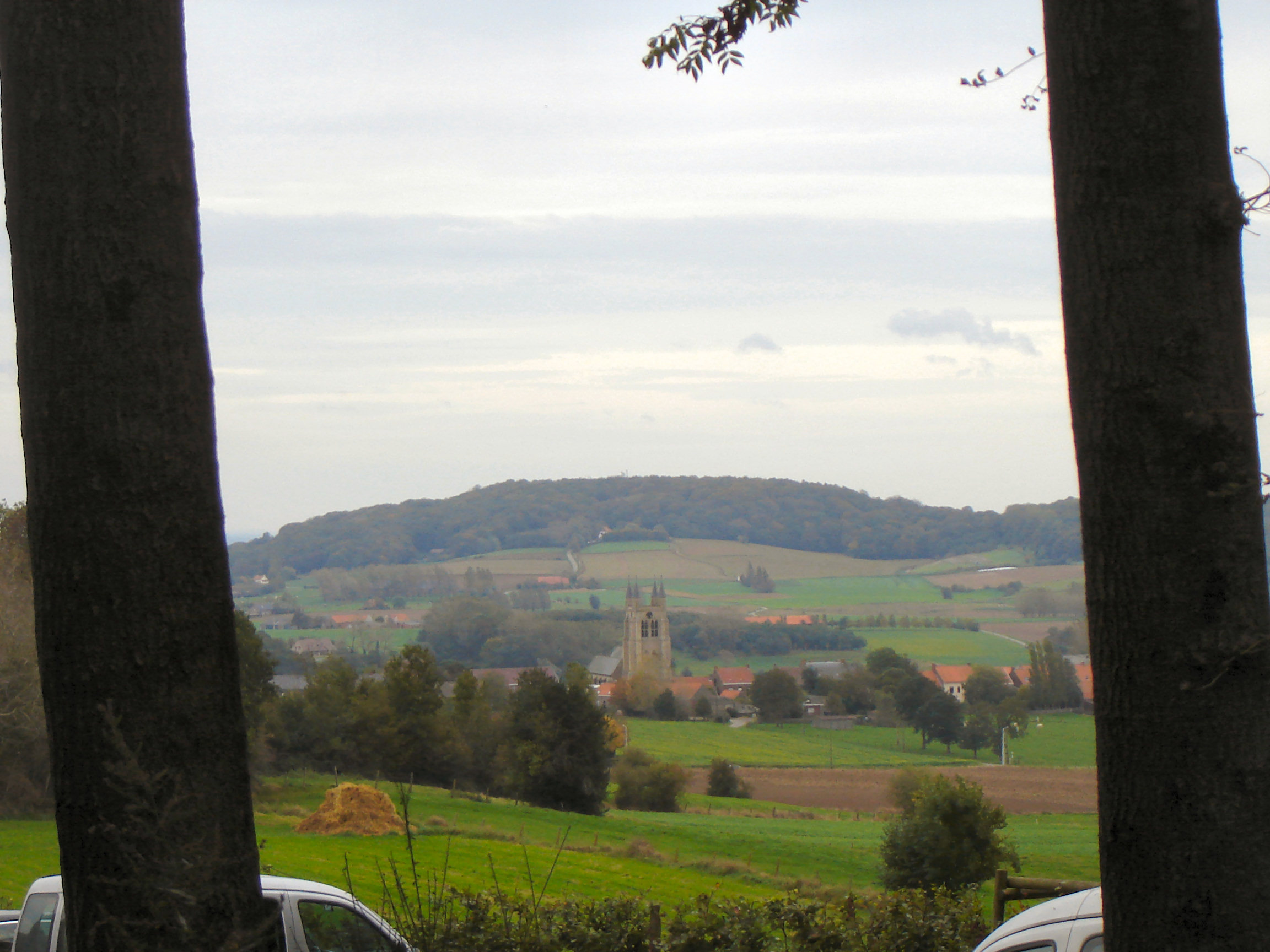